# Biedrzeniec

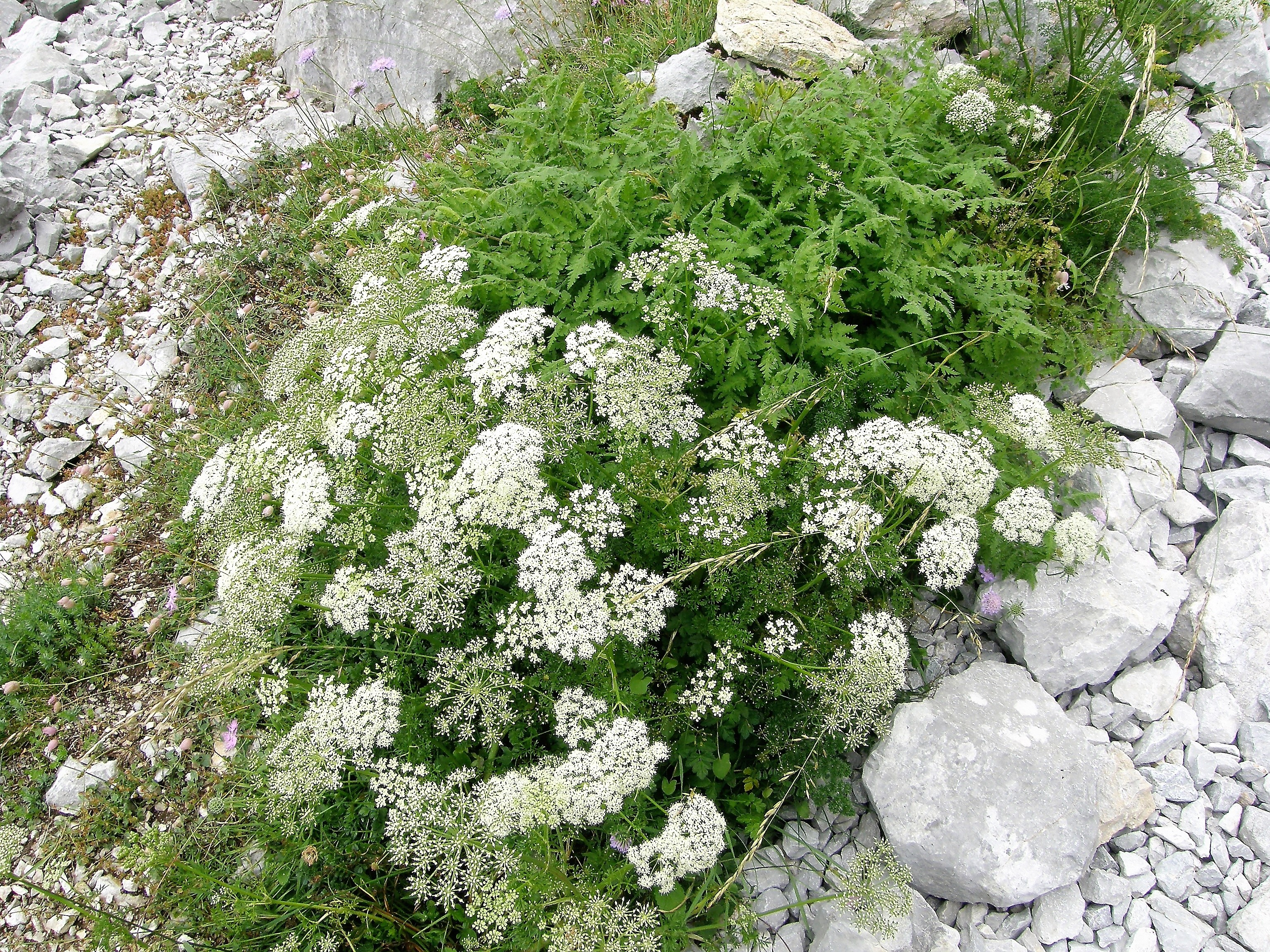
Biedrzeniec anyż

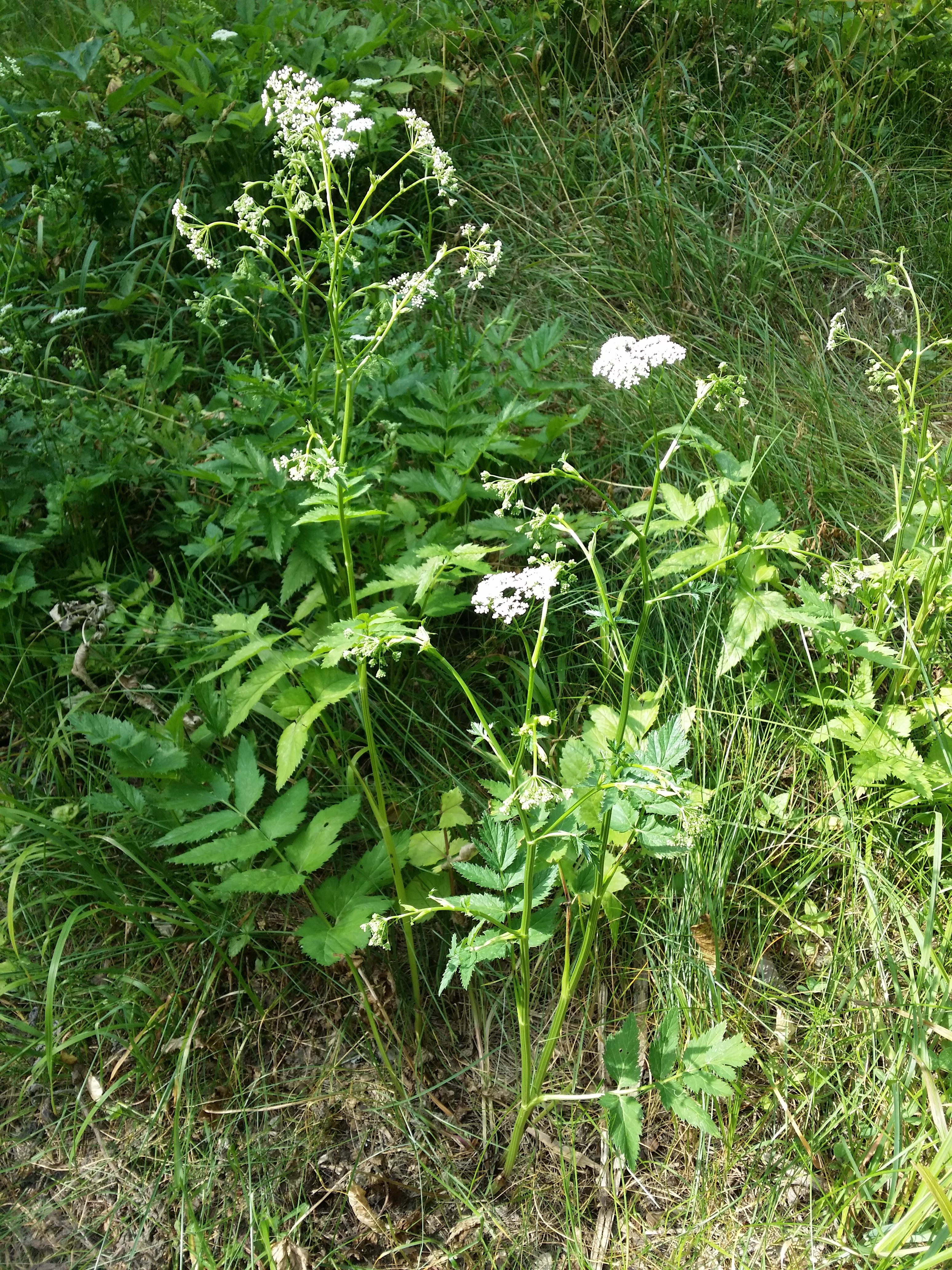
Biedrzeniec wielki

Biedrzeniec (Pimpinella L.) – rodzaj roślin dwuletnich lub bylin z rodziny selerowatych (Apiaceae). Należy tu ok. 150 gatunków. Zasięg rodzaju obejmuje niemal w całości wszystkie kontynenty Starego Świata: Europę, Afrykę i Azję, a gatunki introdukowane z tego rodzaju występują także na obu kontynentach amerykańskich. W Europie rośnie 16 gatunków, z czego dwa lub trzy (w zależności od ujęcia systematycznego) rosną jako rodzime w Polsce: biedrzeniec mniejszy P. saxifraga, biedrzeniec czarny P. nigra ≡ P. saxifraga subsp. nigra i biedrzeniec wielki P. major.
Niektóre gatunki z tego rodzaju są uprawiane jako rośliny przyprawowe i ozdobne, przy czym największe znaczenie użytkowe ma uprawiany od czasów starożytnych biedrzeniec anyż Pimpinella anisum. Jego nasiona służyły do aromatyzowania potraw i napojów, w tym alkoholowych, destylowany z nich jest olejek anyżowy wykorzystywany także w medycynie. Gatunek ten uprawiany jest także w Polsce.

## Morfologia
PokrójByliny, rzadko rośliny dwuletnie lub roczne, o łodygach prosto wzniesionych, rozgałęziających się. Korzeń palowy lub wiązkowy.
LiścieOdziomkowe ogonkowe, z szeroką pochwą liściową, pojedynczo, podwójnie lub potrójnie trójdzielne albo jednokrotnie do czterokrotnie pierzaste, rzadziej pojedyncze. Liście łodygowe odmienne, zwykle pierzasto podzielone.
KwiatyZebrane w baldachy złożone, często liczne, szczytowe i boczne. Pokrywy i pokrywki obecne lub ich brak, jeśli są to zwykle równowąskie i nieliczne. Poszczególne baldaszki zawierają kilka lub wiele kwiatów. Kwiaty są obupłciowe, czasem część jest tylko męska. Kielich z drobnymi, lancetowatymi ząbkami lub niewidoczne. Płatki korony białe, rzadziej czerwonawe, nagie lub owłosione od spodu, zwykle wycięte na szczycie. Miodnik stożkowaty lub poduszkowaty. Szyjki słupka krótkie lub długie, rozpostarte lub odgięte.
OwoceRozłupnia rozpadająca się na dwie okrągławo jajowate, bocznie spłaszczone rozłupki, nagie lub owłosione, z 5 żebrami.

## Systematyka
Pozycja systematyczna

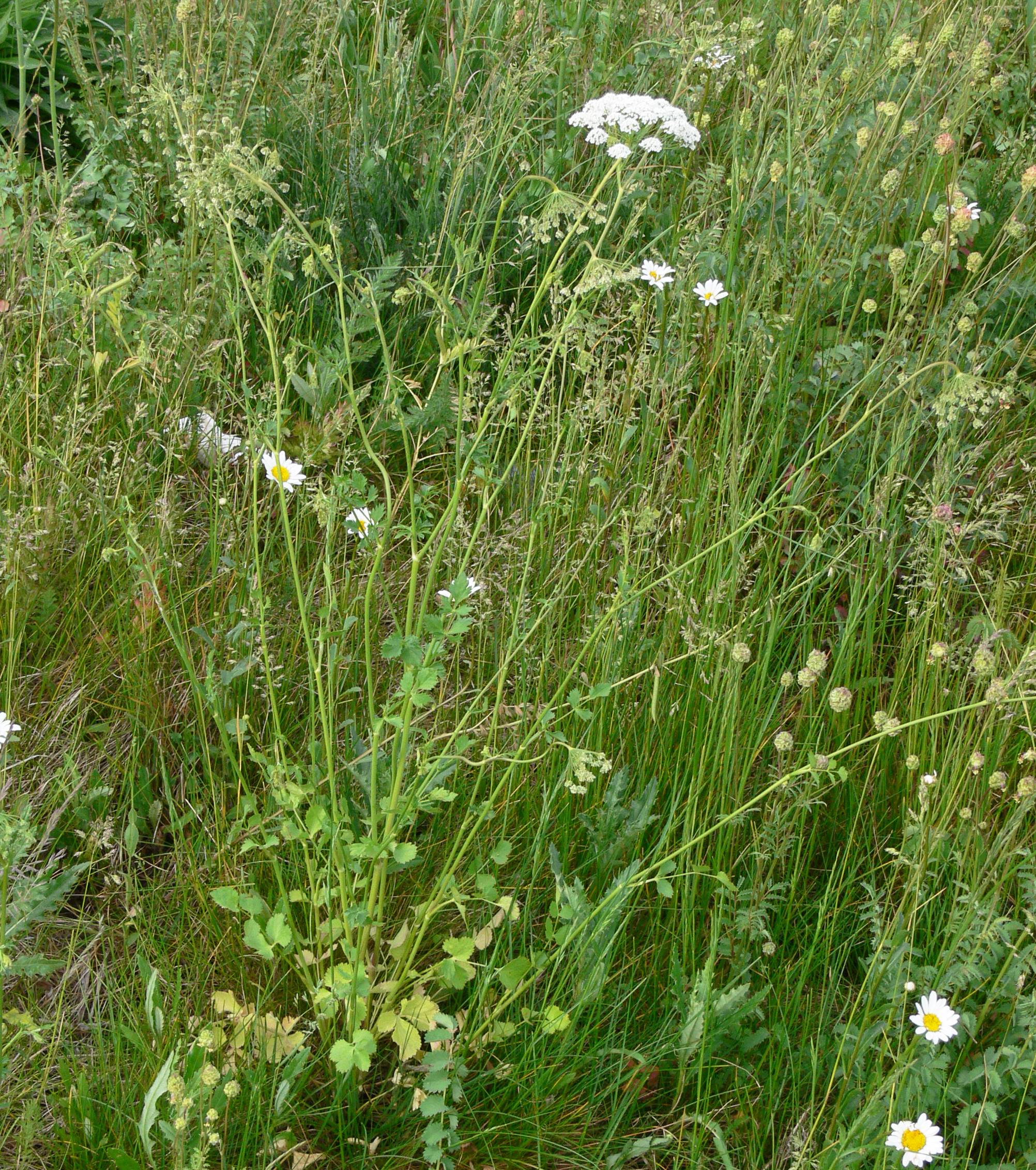
Biedrzeniec obcy

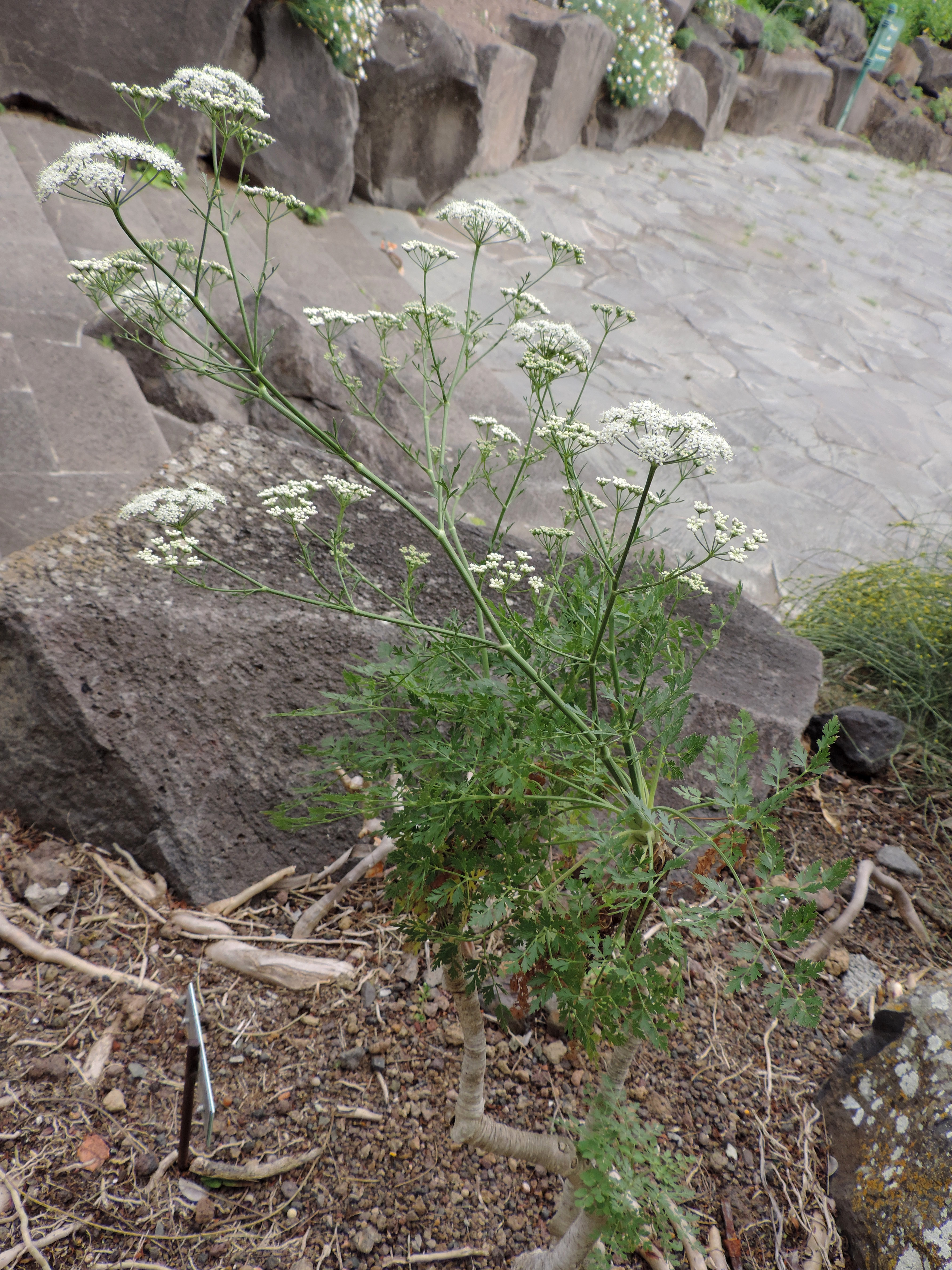
Pimpinella junoniae

Rodzaj z plemienia Pimpinelleae, podrodziny Apioideae, rodziny selerowatych Apiaceae.
Wykaz gatunków
- Pimpinella acronemastrum Farille & Lachard
- Pimpinella acuminata (Edgew.) C.B.Clarke
- Pimpinella acutidentata C.Norman
- Pimpinella adiyamanensis Yıld. & Kılıç
- Pimpinella adscendens Dalzell
- Pimpinella affinis Ledeb.
- Pimpinella ahmarensis Dawit
- Pimpinella alismatifolia C.C.Towns.
- Pimpinella anagodendron Bolle
- Pimpinella anisactis Rech.f.
- Pimpinella anisetum Boiss. & Balansa
- Pimpinella anisoides V.Brig.
- Pimpinella anisum L. – biedrzeniec anyż
- Pimpinella aromatica M.Bieb.
- Pimpinella atropurpurea C.Y.Wu ex R.H.Shan & F.T.Pu
- Pimpinella aurea DC.
- Pimpinella barbata (DC.) Boiss.
- Pimpinella battandieri Chabert
- Pimpinella bialata H.Wolff
- Pimpinella bisinuata H.Wolff
- Pimpinella bobrovii (Woronow ex Schischk.) M.Hiroe
- Pimpinella brachyclada Rech.f. & Riedl
- Pimpinella bracteata Haines
- Pimpinella buchananii H.Wolff
- Pimpinella caffra (Eckl. & Zeyh.) D.Dietr.
- Pimpinella camptotricha Penz.
- Pimpinella candolleana Wight & Arn.
- Pimpinella cappadocica Boiss. & Balansa
- Pimpinella caudata (Franch.) H.Wolff
- Pimpinella chungdienensis C.Y.Wu
- Pimpinella cnidioides H.Pearson ex H.Wolff
- Pimpinella coriacea (Franch.) H.Boissieu
- Pimpinella corymbosa Boiss.
- Pimpinella cretica Poir.
- Pimpinella cumbrae Link
- Pimpinella cypria Boiss.
- Pimpinella dendroselinum Webb
- Pimpinella deverroides (Boiss.) Boiss.
- Pimpinella diversifolia DC.
- Pimpinella ebracteata Baker
- Pimpinella enguezekensis Yıldırım, Akalın & Yeşil
- Pimpinella eriocarpa Banks & Sol.
- Pimpinella erythraeae Armari
- Pimpinella etbaica Schweinf.
- Pimpinella fargesii H.Boissieu
- Pimpinella favifolia C.Norman
- Pimpinella filiformis H.Wolff
- Pimpinella filipedicellata S.L.Liou
- Pimpinella flabellifolia (Boiss.) Benth. & Hook.f. ex Drude
- Pimpinella flaccida C.B.Clarke
- Pimpinella gilanica Mozaff.
- Pimpinella grisea H.Wolff
- Pimpinella hadacii Engstrand
- Pimpinella hastata C.B.Clarke
- Pimpinella helosciadoidea H.Boissieu
- Pimpinella henryi Diels
- Pimpinella heyneana (DC.) Benth. & Hook.f.
- Pimpinella heywoodii Dawit
- Pimpinella hirtella (Hochst.) A.Rich.
- Pimpinella homblei C.Norman
- Pimpinella huillensis Welw. ex Engl.
- Pimpinella ibradiensis Çinbilgel, Eren, H.Duman & Gökceoğlu
- Pimpinella × intermedia Figert
- Pimpinella inundata (Farille & S.B.Malla) P.K.Mukh. & Constance
- Pimpinella isaurica V.A.Matthews
- Pimpinella javana DC.
- Pimpinella junionae Ceballos & Ortuño
- Pimpinella kaessneri (H.Wolff) Cannon
- Pimpinella kawalekhensis Farille & Lachard
- Pimpinella keniensis C.Norman
- Pimpinella khayyamii Mozaff.
- Pimpinella khorasanica Engstrand
- Pimpinella kingdon-wardii H.Wolff
- Pimpinella koelzii M.Hiroe
- Pimpinella kotschyana Boiss.
- Pimpinella kurdica Rech.f. & Riedl
- Pimpinella kyimbilaensis H.Wolff
- Pimpinella ledermannii H.Wolff
- Pimpinella leschenaultii DC.
- Pimpinella liiana M.Hiroe
- Pimpinella limprichtii H.Wolff
- Pimpinella lindblomii H.Wolff
- Pimpinella lineariloba Cannon
- Pimpinella lutea Desf.
- Pimpinella major (L.) Huds. – biedrzeniec wielki
- Pimpinella menachensis Schweinf. ex H.Wolff
- Pimpinella mulanjensis C.C.Towns.
- Pimpinella nana Pimenov
- Pimpinella neglecta C.Norman
- Pimpinella nephrophylla Rech.f. & Riedl
- Pimpinella nervosa C.B.Clarke
- Pimpinella niitakayamensis Hayata
- Pimpinella nudicaulis Trautv.
- Pimpinella nyingchiensis Z.H.Pan & K.Yao
- Pimpinella oliverioides Boiss. & Hausskn.
- Pimpinella olivieri Boiss.
- Pimpinella oreophila Hook.f.
- Pimpinella paludosa C.C.Towns.
- Pimpinella parishiana Kurz
- Pimpinella pastinacifolia (Boiss.) H.Wolff
- Pimpinella paucidentata V.A.Matthews
- Pimpinella peregrina L. – biedrzeniec obcy[10]
- Pimpinella peucedanifolia Fisch. ex Ledeb.
- Pimpinella physotrichioides C.Norman
- Pimpinella pimpinelloides (Hochst.) H.Wolff
- Pimpinella pretenderis Orph. ex Halácsy
- Pimpinella procumbens (Boiss.) Pau
- Pimpinella propinqua H.Wolff
- Pimpinella pruatjan Molk.
- Pimpinella puberula (DC.) Boiss.
- Pimpinella purpurea (Franch.) H.Boissieu
- Pimpinella renifolia H.Wolff
- Pimpinella rhodantha Boiss.
- Pimpinella rhomboidea Diels
- Pimpinella richardsiae C.C.Towns.
- Pimpinella rigidistyla C.C.Towns.
- Pimpinella rigidiuscula C.C.Towns.
- Pimpinella rigidula (Boiss. & Orph.) H.Wolff
- Pimpinella robynsii C.Norman
- Pimpinella rollae Billore & Hemadri
- Pimpinella rubescens (Franch.) H.Wolff ex Hand.-Mazz.
- Pimpinella saxifraga L. – biedrzeniec mniejszy
- Pimpinella schimperi Dawit
- Pimpinella schweinfurthii Asch.
- Pimpinella serbica (Vis.) Benth. & Hook.f. ex Drude
- Pimpinella sikkimensis C.B.Clarke
- Pimpinella silvatica Hand.-Mazz.
- Pimpinella silvicola Hemp
- Pimpinella sintenisii H.Wolff
- Pimpinella smithii H.Wolff
- Pimpinella squamosa Karjagin
- Pimpinella stracheyi C.B.Clarke
- Pimpinella × subnigra Tzvelev
- Pimpinella tagawae M.Hiroe
- Pimpinella tenuicaulis Baker
- Pimpinella thellungiana H.Wolff
- Pimpinella tibetanica H.Wolff
- Pimpinella tirupatiensis N.P.Balakr. & Subr.
- Pimpinella tomentosa Dalzell ex C.B.Clarke
- Pimpinella tongloensis P.K.Mukh.
- Pimpinella tragioides (Boiss.) Benth. & Hook.f. ex Drude
- Pimpinella tragium Vill.
- Pimpinella tripartita Kalen.
- Pimpinella triternata Diels
- Pimpinella tunceliana Yıld.
- Pimpinella turcomanica Schischk.
- Pimpinella urbaniana Fedde ex H.Wolff
- Pimpinella urceolata Watt ex Banerji
- Pimpinella valleculosa K.T.Fu
- Pimpinella villosa Schousb.
- Pimpinella wallichiana (Miq.) Gandhi
- Pimpinella wallichii C.B.Clarke
- Pimpinella woodii C.C.Towns.
- Pimpinella xizangensis R.H.Shan & F.T.Pu
- Pimpinella yunnanensis (Franch.) H.Wolff
- Pimpinella zagrosica Boiss. & Hausskn.